# Bruno Piglhein

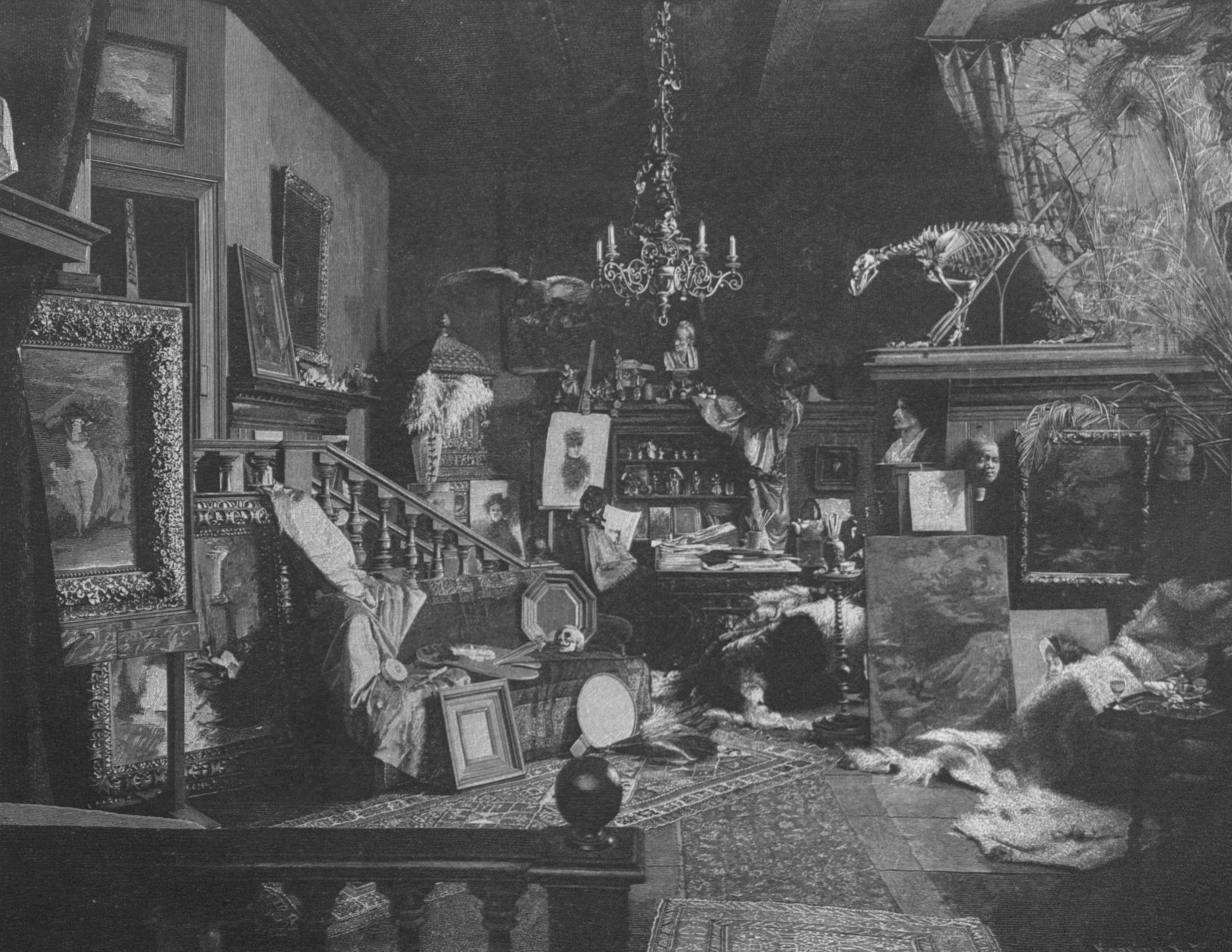
El estudio de Piglhein en 1884.

Elimar Ulrich Bruno Piglhein (Hamburgo, 19 de febrero de 1848-Múnich, 15 de julio de 1894) fue un escultor y pintor alemán de la Escuela de Múnich. También fue miembro fundador y primer presidente de la Secesión de Múnich.

## Biografía
Tras sus estudios escolares, Piglhein empezó a aprender el oficio de escultor en el taller de Julius Lippelt. Tras la prematura muerte de éste, siguió su formación en la Academia de Bellas Artes de Dresde, que debió abandonar debido a que sus profesores consideraban que Piglhein no tenía el suficiente  talento. Sin embargo, uno de sus profesores,  Johannes Schilling, le aceptó en su taller, donde Piglhein llevó a cabo varios proyectos. Tras una breve estancia en Italia, comenzó a pintar y, por recomendación de Schilling, se presentó ante Ferdinand Pauwels, que daba clase en la Kunstschule de Weimar. Piglhein permaneció allí medio año. Con veintidós años se traslada a Múnich, donde seguirá formándose como pintor en el estudio de Wilhelm von Diez. A partir de este momento, permanecerá toda su vida en Múnich. 
En los años 1885 y 1886 realizó un largo viaje a París y a Tierra Santa, donde visitó Jerusalén, e hizo bocetos y estudios de su obra magna, La Crucifixión de Cristo. Al volver a Múnich, Piglhein fue nombrado profesor. Fundó la Secesión de Múnich, convirtiéndose en el primer presidente de esta asociación de artistas. 
En este periodo fue influenciado por el estilo más decorativo de otro artista de Múnich, Hans Makart; ambos decoran casas señoriales patricias en la ciudad de sus padres, Hamburgo.
Piglhein pintó escenas mitológicas (centauros, en el art déco de Arnold Böcklin), retratos de damas y niños a pastel, bailarinas españolas, concubinas, etc. Obtuvo también un gran éxito con sus composiciones religiosas, como Moritor in Deo (1879 en la Antigua Galería Nacional de Berlín), y especialmente con lo que se considera su obra maestra, la pintura panorámica Jerusalén y la Crucifixión de Cristo. Fue Joseph Halder, un rico comerciante de Múnich, quien le pidió que pintara una escena panorámica de la crucifixión y que recomendó a su socio Franz Joseph Hotop. Piglhein contó con el apoyo de otros artistas que participaron en esta inmensa composición, Josef Block, Johann Adalbert Heine y Josef Krieger. El trabajo una vez terminado se expone a Múnich, Berlín y Viena; en esta última ciudad ocurre el desastre, se quema, en 1892. Piglhein se ve profundamente afectado por el siniestro. 

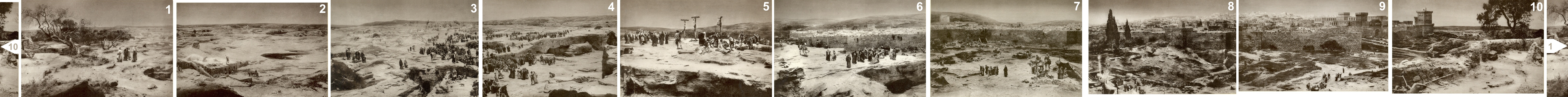
La Crucifixión de Cristo, pintura panorámica.

Se realizaron diversas copias de igual tamaño por sus colaboradores, entre 12 o 13, sin el conocimiento de Piglhein. Se  encuentran en Einsiedeln, en St. Anne de Beaupré cerca de Quebec y en Adelaida, Australia.
Piglhein está enterrado en el cementerio Alter Südfriedhof, en Múnich.

## Obras de arte
- Nationalgalerie Berlin (pintura Richard Paul)
- Museo histórico-cultural Görlitz (boceto por el panorama de Jerusalén)
- Kunsthalle Hamburg (Pan und Nymphe; Flucht nach Ägypten; Löwenkopf; Damenbildnis; z.Zt. nur ernstgen. Bild [Skizze] ausgest.)
- Neue Pinakothek (Die Blinde im Mohnfeld [Entwurf])
- Secessions-Galerie Schleißheim (Holländerin; Mädchen mit Katze; Studie im Freien)
- Neue Staatsgalerie Stuttgart (Königstiger) und im Kunsthaus Zürich (Kentaurenpaar, auch Zentaurenpaar od. Centaurenpaar genannt)
- Gedächtnisausstellung 1895 in der Berliner Nationalgalerie und Februar 1908 im Münchner Kunstverein.
- Bruno-Piglhein-Panorama Das am 1. Juni 1886 eröffnete Panorama an der Goethestr. 45 in München wurde am Eröffnungstag in 10 Einzelbildern fotografiert, die hier unten veröffentlicht sind.